# Peron łez
Peron łez – piąty album studyjny zespołu Akcent, wydany w 1993 roku przez firmę Blue Star. Zawiera 9 utworów. Nagranie tytułowe stało się największym przebojem z tego wydawnictwa, jest ono coverem utworu Felicjana Andrzejczaka.

## Lista utworów
Strona A
1. We dwoje
2. Dlaczego ?
3. Tego mi potrzeba
4. Serduszko blondynki
5. Jeśli chcesz

Strona B
1. Wyrzuć swe zmartwienia
2. Peron łez
3. Powiedz czemu ?
4. Cygańska gitara